# 7162 Sidwell
7162 Sidwell este un asteroid din centura principală de asteroizi.

## Descriere
7162 Sidwell este un asteroid din centura principală de asteroizi. A fost descoperit pe 15 noiembrie 1982 la Stația Anderson Mesa de Edward L. G. Bowell. El prezintă o orbită caracterizată de o semiaxă mare de 2,34 ua, o excentricitate de 0,14 și o înclinație de 5,7° în raport cu ecliptica.